# Günter Busarello
Günter Busarello (ur. 27 kwietnia 1960 w Hohenems, zm. 8 listopada 1985 w Klaus) – austriacki zapaśnik walczący w stylu wolnym. Dwukrotny olimpijczyk.
Siódmy w Moskwie 1980 i Los Angeles 1984. Walczył w kategorii 82–84 kg.
Zajął ósme miejsce na mistrzostwach świata w 1982. Brązowy medalista mistrzostw Europy w 1980. Srebrny medalista mistrzostw Europy juniorów w 1980 roku.
- Turniej w Moskwie 1980

Zwyciężył Mohameda El-Oulabi z Syrii oraz przegrał z Węgrem Istvánem Kovácsem i Bułgarem Ismaiłem Abiłowem.
- Turniej w Los Angeles 1984

Pokonał Fina Jouni Ilomäki, a uległ Japończykowi Hideyuki Nagashimie i zawodnikowi RFN Reinerowi Trikowi.